# Demokraatit
Demokraatit (Groenlands voor Democraten) is een liberale politieke partij in Groenland. Deze partij staat sceptisch tegenover verder zelfbestuur en uiteindelijke onafhankelijkheid van Groenland en is daarom onder Deense stemmers in Groenland een geliefde partij.
Bij de verkiezingen op 15 november 2005 vergaarde de partij 22,8 % van de stemmen en heeft daarmee 7 van 31 zetels in het parlement, de partij steeg van 15,6 % in 2002 en had toen maar 5 zetels. 